# Joan Comellas i Maristany
Joan Comellas Maristany (el Masnou, Maresme, 25 de novembre de 1913 - el Masnou, Maresme, 19 de juliol de 2000) va ser un compositor, ceramista i pintor català.

## Biografia
Fill del capità de vaixell Joan Comellas Fàbregas (1873-1947), era un home inquiet, vital i de fort caràcter. Va començar els seus estudis a l'Escola Pia de Sarrià, després de 7 anys continuà els estudis a una escola de Zúric (Suïssa). També va estudiar piano a París. Va iniciar els seus estudis musicals després de la Guerra Civil espanyola (1945), però malgrat rebre ajuda de Cristòfor Taltabull, conegut pedagog i compositor del seu temps, va desenvolupar la carrera musical de manera força autodidacta. La seva música es caracteritza per ser senzilla, delicada i amb un toc humanista, propi de les influències de la música francesa i de compositors com Erik Satie, fins i tot l'anomenaven “El Satie de Masnou”.
El 1946 va formar part de l'anomenat “Grup dels vuit”; format per poetes, escriptors i músics, en el qual va compondre les seves primeres obres com “Homenaje a Raúl”. Posteriorment, va crear, juntament amb altres compositors de la seva època com Manuel Valls, el “Círculo Manuel de Falla”. Aquest grup es va formar l'any 1947 just un any després de la mort del mestre Manuel de Falla i la seva finalitat va ser la d'homenatjar-ho com una figura molt important pel seu treball.
El fons personal de Joan Comellas Maristany es conserva a la Biblioteca de Catalunya.

## Obres
Va compondre obres tant per a música vocal com a instrumental. Dins de la música vocal va compondre per a cor, veu amb diferents instruments i veu amb piano, i dins de la instrumental va compondre per a orquestra, càmera i piano.
També va ser ceramista i pintor. Va iniciar-se en el món de l'art a partir de la música. El juny de 1997 l'Ajuntament del Masnou el va homenatjar amb una exposició antològica a la Casa de Cultura.

### Música coral
- Contemplació de Jesus agonitzant
- Cors de la nativitat
- Gloria in excelsis Deo
- La naixença del matí
- Paisatge de nadal

### Veu i diversos instruments
- Cinco canciones catalanas para voz y orquesta
- La lletra llunyana
- La mort de Dulcinea
- Paraules cantades
- La relació de la fiera malvada

### Veu i piano
- Ai quin temps que fa
- La bòvila d'arguila
- Cancioncillas
- Cançó daliniana
- Cançó de la nit
- Cançó del pirata
- La cançó del joves
- Cant de pascua
- Clam a l'anunciació
- Homenatge cantat

### Música per a orquestra
- Concerto quasi una fantasia
- Llibre de sons nº 3

### Cambra
- Andantino i Siciliana
- Balada
- Música per a dos violins i piano
- L'Oriol
- Peces líriques
- El quadern de l'Havana
- Tres motius per a instruments d'arc

### Piano
- Els acord d'estiu
- Andorranes
- Danzas españolas
- Homenatge a Maurice Ravel
- Peces a la memòria de Manuel de Falla
- Variacions nº 5